# Машкиллейсон, Лев Николаевич
Лев Николаевич Машкиллейсон (1898, Нижний Новгород – 1964, Москва) — советский дерматолог, доктор медицинских наук (1936), профессор (1933). 

## Биография
Лев Николаевич Машкиллейсон родился 22 мая 1898 г. в Нижнем Новгороде. Его отец - Николай Клементьевич Машкиллейсон (1866-1932) закончил в 1895 г. медицинский факультет Юрьевского университета, несколько лет занимался акушерством и гинекологией и одним из первых (в 1902 г.) описал случай cisto-teratoma sacralis, затруднявшей роды. Специализировался по дермато-венерологии и впоследствии работал в университете г. Берна у Йозефа Ядассона и в университетской клинике г. Бреслау, которую возглавлял Альберт Нейссер. Вернувшись в 1907 г. в Россию, работал дермато-венерологом в Астрахани, Царицыне, а затем в Москве, куда семья переехала незадолго до Первой мировой войны. В 1908 г. Н.К.Машкиллейсон опубликовал в «Русском журнале кожных и венерических болезней» работу под названием «О сущности серодиагностики сифилиса» - первую в России работу о реакции Вассермана. В конце 20-х гг. был арестован по ложному доносу своего коллеги, провёл полгода в заключении в Москве, откуда был этапирован в Царицын, где работал врачом в больнице колонии-поселения. Умер в 1932 г., заразившись сыпным тифом во время осмотра больных.
Л.Н.Машкиллейсон в 1921 г. закончил медицинский факультет Саратовского университета. Своим учителем в дерматологии считал П.С.Григорьева - профессора этого университета, впоследствии заведующего кафедрой Первого московского медицинского института.
С 1921 г. работал в Центральном научно-исследовательском кожно-венерологическом институте (ЦКВИ) вначале интерном, а затем ассистентом и старшим научным сотрудником. В 1933 г. Л.Н.Машкиллейсон был избран на должность заведующего кафедрой кожных и венерических болезней Воронежского медицинского института. В 1936 г. защитил докторскую диссертацию «Хроническая трихофития взрослых». Готовя материал для диссертации, он в присутствии сотрудников клиники привил себе содержимое соскоба с высыпаний больного с хронической трихофитией и получил очаг поверхностной трихофитии гладкой кожи, доказав таким образом идентичность двух форм единого заболевания трихофитии, возникающего после внедрения патогенного гриба трихофитона.
В 1939 г. возвратился в Москву в ЦКВИ на должность заведующего отделом микологии, а затем дерматологии. С 1941 по 1952 гг. одновременно являлся заместителем директора института по науке.
С 1942 по 1950 гг. был председателем Московского научного общества дермато-венерологов.
Дерматологические интересы Л.Н.Машкиллейсона отличались большой разносторонностью. Он первым опубликовал работы по вторичным кожным реакциям при бактериальных и грибковых поражениях кожи, описал пиоаллергиды, предложил оригинальную классификацию эпидермофитии и описал новую её форму – «стёртую», имеющую важное эпидемиологическое значение. Он в деталях разработал вопрос о бластомикозе кожи типа Джилкрайста и об амилоидозе кожи, доказав первичный характер отложений амилоида в коже; описал erythema chronicum migrans annulare; вегетирующую форму многоформной экссудативной эритемы; своеобразную форму твёрдого шанкра – syphilis kerioniformis. Им написаны работы по анетодермии, мета-лейшманиозу, туберкулёзной волчанке; описаны 1500 больных красной волчанкой. Он описал porokeratosis spinulosa palmaris et plantaris, коллагеногранулёму, симптомы «облатки» и «скрытого шелушения» при парапсориазе.
Л.Н.Машкиллейсон систематизировал и представил классификацию многообразных форм хронической трихофитии, дав им общее название «хроническая трихофития взрослых». Он также предложил классификацию паратравматических поражений кожи и классификацию трихобазалиом. Он доказал, что уртикароподобные рубцы при врождённом эпидермолизе могут возникать без предшествующего образования пузырей.
Большое число работ Л.Н.Машкиллейсона посвящены аллергии в дерматологии, дисбалансу витаминов в патогенезе различных дерматозов. Его перу принадлежат более 270 научных работ по дерматологии и венерологии и 4 монографии. Он был редактором переводов на русский язык «Гистопатологии кожи» У.Левера и «Синтетической дерматологии» - фундаментального труда болгарского дерматолога Л.Попова.
В 1944-1945 гг. был в длительной командировке в США с целью обмена опытом, установления контактов, в том числе, с благотворительными организациями для финансирования поставок лекарственных препаратов, в частности, антибиотиков, в СССР.  По возвращении в Москву его ждали партийный билет и орден Трудового Красного Знамени.   
Тем не менее, в 1952 году был обвинён в космополитизме и «низкопоклонстве перед Западом». Поводом для выдвинутых обвинений, помимо прочего, послужила его вышеупомянутая командировка в США, контакты с американскими и европейскими коллегами, публикации в зарубежных научных журналах.  Он был отстранён от всех должностей, и лишь инфаркт миокарда, случившийся после одного из допросов, спас его от неминуемого ареста.
Таким образом, практически в цветущем возрасте 54 лет Лев Николаевич оказался не у дел. До своей скоропостижной ранней смерти в возрасте 65 лет он консультировал один-два раза в неделю в нескольких ведомственных поликлиниках. Будучи активным человеком, он посвятил образовавшееся свободное время написанию трёхтомного руководства по дерматологии («Лечение и профилактика кожных болезней», «Инфекционные и паразитарные болезни кожи» и «Частная дерматология»), в котором обобщил свой богатый клинический опыт и данные отечественных и зарубежных исследований и наблюдений, а также работе над разделом «Дерматология» Большой Медицинской Энциклопедии, который он редактировал вместе с С.Т.Павловым.
Л.Н.Машкиллейсон был академически образован, в юности много путешествовал, свободно говорил на нескольких европейских языках.
Параллельно с учебой на медицинском факультете саратовского университета закончил саратовскую консерваторию по классу вокала. И хотя выбор был сделан в пользу медицины, любовь к музыке, театру и к искусству вообще остались у него на всю жизнь. Другим увлечением были книги, и библиотека Льва Николаевича, в которой было много уникальных изданий, занимала практически весь его рабочий кабинет.
Лев Николаевич Машкиллейсон умер в Москве 8 апреля 1964 года. Похоронен в Москве, на Головинском кладбище.
Сын — Асаф Львович Машкиллейсон (1928—1996), доктор медицинских наук, профессор, заведующий кафедрой дерматологии и венерологии Московского медицинского стоматологического института.

## Сочинения
- Машкиллейсон Л. Н. Хроническая трихофития взрослых. Дисс.. — Воронеж: ОГИЗ, 1937. — 276 с.
- Машкиллейсон Л. Н. Лечение и профилактика кожных болезней. — М.: Медгиз, 1957. — 532 с. — 10 000 экз.
- Машкиллейсон Л. Н. Лечение и профилактика кожных болезней. — 2-е изд., испр. и доп. — М.: Медгиз, 1964. — 544 с.
- Машкиллейсон Л. Н. Инфекционные и паразитарные болезни кожи. — М.: Медгиз, 1960. — 369, [12] с. — 10 000 экз.
- Машкиллейсон Л. Н. Частная дерматология. — М.: Медицина, 1965. — 524 с. — 17 000 экз.